# Swartland (wijndistrict)
Swartland is een groot wijndistrict in Zuid-Afrika, genoemd naar de gemeente Swartland. Het district behoort tot de wijnregio Coastal Region in de West-Kaap. Het ligt ten noordwesten van Paarl en Stellenbosch, langs de kust.
Er is veel akkerbouw in dit gebied waartussen, op de uitlopers van de bergen Piketberg, Porterville, Riebeek en Perdeberg, wijnbouw plaatsvindt. Van oorsprong zijn de wijnen van Swartland robuuste, volle rode wijnen en versterkte, portachtige wijnen. Nu worden er vooral lichte witte en rode wijnen geproduceerd.

## Druivenrassen
- Blauwe: Cabernet Sauvignon, Pinotage en Shiraz.
- Witte: Vooral Chenin Blanc, maar ook Chardonnay en Sauvignon Blanc

## Wards
- Malmesbury
- Riebeekberg
- St Helena Bay